# Kościół św. Jana Chrzciciela w Gliwicach
Kościół św. Jana Chrzciciela w Gliwicach – kościół parafialny w dzielnicy Gliwic w Żernikach.

## Historia
Pierwsze plany wybudowania kościoła powstały już w 1912, lecz wybuch wojny uniemożliwił ich realizację. Dopiero po wojnie zakupiono za 60.000 marek 45 morgów gruntów z różnymi zabudowaniami od spadkobierców rodu von Groeling. Resztę funduszy zebrano wśród wiernych w diecezji. Kościół zbudowano ze stodoły, a plebanię ze spichlerza. Plan budowy był dziełem miejscowego mistrza budowlanego Nawrata.
6 września 1931 roku kościół oddano do użytku, kiedy to kardynał Adolf Bertram poświęcił go w obecności burmistrza miasta Gliwice Geislera. Pierwszym proboszczem Parafii św. Jana Chrzciciela został ksiądz Maksymilian Beigel były wikary z Mikulczyc. 
W 1934 roku, kiedy to odbyły się pierwsze misje, stolarz Markiefka ofiarował drewniany krzyż misyjny, który do dzisiaj stoi przed kościołem. Do połowy 1939 roku  nabożeństwa odbywały się w języku niemieckim i polskim. W 2006 roku  została poświęcona nowa dzwonnica którą wraz z dzwonami.